# 本山茂宗
本山 茂宗（もとやま しげむね）は、戦国時代の大名。土佐七雄と称された本山氏当主。

## 生涯
永正5年（1508年）、土佐国本山郷の豪族・本山養明の子として誕生。
武勇に優れた人物で、『土佐物語』では「其器傑出して、偏に興立の志ありければ、近辺の金銀衣食を与へて是を懐け、諸士に賄を厚くして親みをなし、遂に人数を催して、土佐・吾川両郡に発向して、随はざるをば攻亡し、降を乞ふをば、免して幕下になし、両郡く打摩け、猛威を振ふ事甚し」といわれる傑物だった。
本山氏は土佐七雄の中では最も勢力が大きく、茂宗は山深い土佐北部から出て、経済的に豊かな土佐中央部へ侵攻し勢力を拡大。本城の本山城を子の茂辰に譲り、朝倉城に本拠を移して経営をたくましくした。天文9年（1540年）頃、契機を見て荒倉山を超えて吾川郡弘崎に兵を進め、その地の豪族・土佐吉良氏を滅亡に追い込む。さらに、土佐国の有力大名であった土佐一条氏の軍と戦うなど、本山氏の最盛期を築き上げた。長宗我部氏に対しては快く思っておらず、室町幕府に媚びていた長宗我部氏を「虎の威を借る野狐」と称した。
弘治元年（1555年）、死去。茂宗の死後、本山氏は長宗我部氏の反攻を受けるようになる。

## 歿後三百六十年顕彰祭
大正2年（1913年）4月5日、高知県長岡郡本山町において、旧本山城主・本山茂宗入道梅渓歿後三百六十年祭ならびに同旧本山領主・山内刑部一照卿顕彰三百年祭が合同で斎行され、本山氏一族と山内刑部子孫一族が一堂に会した。式典は新たに建立された「本山茂宗顕彰碑」が本山氏の直系子孫・本山熊太郎の手によって除幕され、つぎに一同は隣接する「山内刑部一照夫妻墓所」へ移動。山内刑部直系子孫・山内一正（板垣家家令）の令息・一夫が墓前に香華を手向けた。その後、一同は本山城址に登って往時を懐古し、午後1時より嶺北の東光寺において合同法要が執り行われた。法要では本山茂宗へは高橋平太郎が祭文を奏上。山内刑部へは板垣退助が祭文を奉り、安芸喜代香が代読している。
山内刑部一照の三百回忌は本来なら大正8年（1919年）6月30日に執り行われる予定であったが、板垣退助も山内一正も高齢であった為、板垣が健在なうちに行いたいとの地元からの要望により、4年前倒しまた本山氏の顕彰祭と合同で斎行されることとなった。